# Manroland
A manroland AG egy újságnyomó, magazinnyomó tekercses ofszetnyomó gépeket, valamint újságok, reklámanyagok, kiadványok és csomagolóanyagok előállítására alkalmas íves ofszetnyomó gépeket gyártó cég. A gyártás Offenbach am Main és Augsburg városokban történik. A Plauenben található manroland Mechatronikai Rendszerek cég harmadik félnek kínálja bővített gyártási kapacitását. A leányvállalatokkal együtt a manroland AG kb. 7000 embert alkalmaz világszerte (2010-es adat).

## Történelem

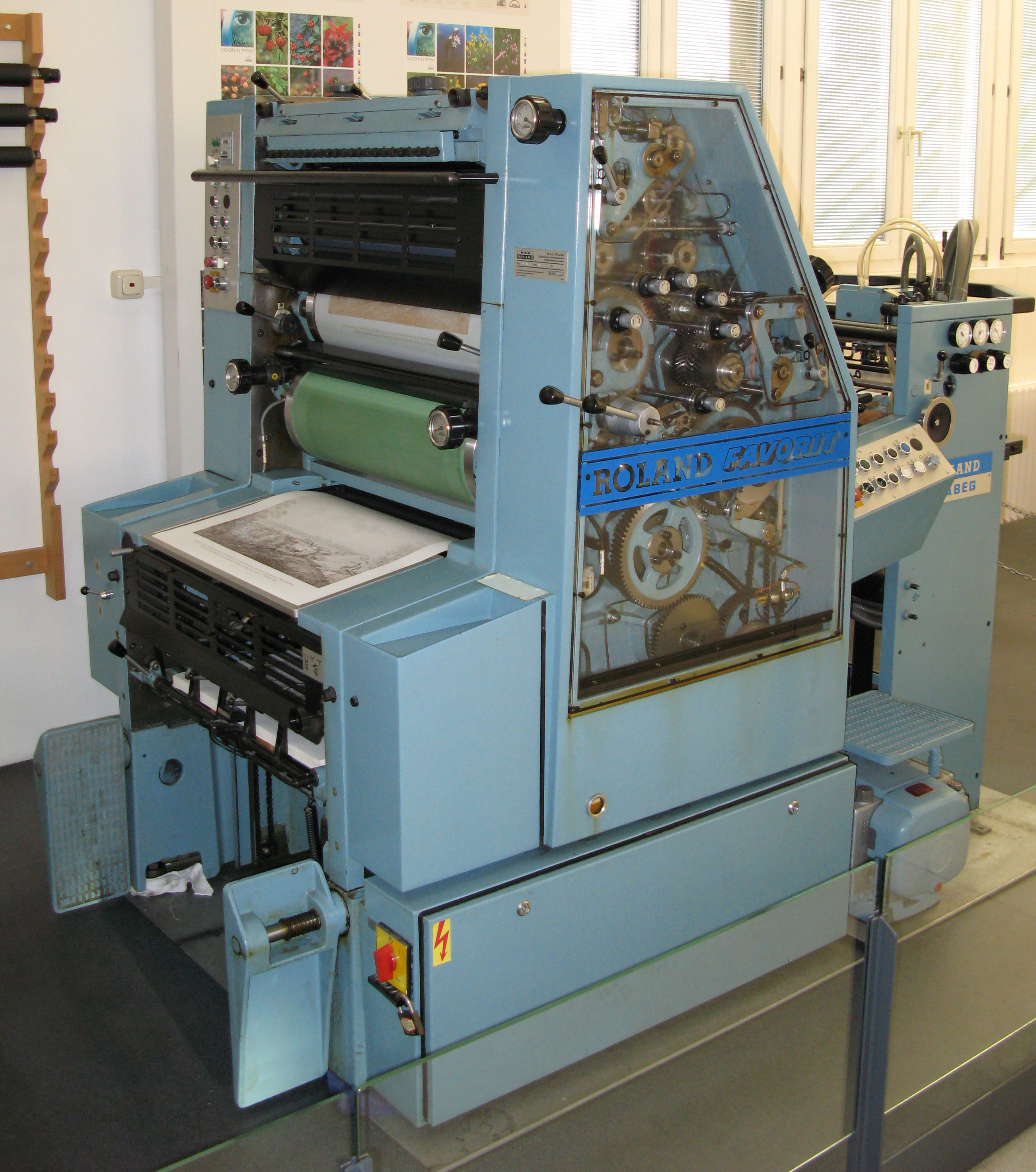
Type "Roland Favorit RF01"

Carl August Reichenbach – a KBA-t megalapító, Friedrich Koenig unokaöccse - és Carl Buz, 1844-ben megalapították a „Reichenbach’sche Maschinenfabrik”-ot (Reichenbach gépgyárat) Augsburg-ban. Hat hónappal később a nyomdagép gyártás két úttörője leszállította az első általuk készített „Schnellpresse”-t (automatikus cylinderes nyomógép), Nikolaus Hartmann nyomdaüzemébe, Augsburgba.
Az automata cylinderes nyomógép mellett a 19. század egy másik nyomdagép innovációt is rejtegetett, mely mögött szintén egy újság kiadó állt. 1850 körül felmerült a kérdés, hogy a rotációs gépkonstrukció megfelel-e a magasnyomtatásnak is. III. John Walter – a „The Times" magazin kiadója Londonban – megbízott két mérnököt, J.C. MacDonald-et és John Calverly-t, hogy fejlesszék ki a világ első újság nyomtatásra alkalmas rotációs nyomdagépét. Ez később „Walter press” néven vált ismertté. 1872 júniusában a Maschinenfabrik Augsburg elküldte fejlesztési vezetőjét – Gustav Bissinger-t – Angliába. Abban az időben a német mérnökök tényfeltáró látogatásai az angol gyárakba és termelőüzemekbe egyáltalán nem volt szokatlan, hiszen Anglia volt a térség legnagyobb ipari nemzete. Ezek után igen rövid idő alatt elkészült a Maschinenfabrik Augsburg első rotációs nyomdagépe. Annak ellenére, hogy ez szintén a Walter alapelv szerint működött, kisebb, könnyebb és egyszerűbben kezelhető volt. 1873 májusában a Bécsben megrendezett Világkiállításon mutatták be.
Két évvel korábban – 1871-ben – két mérnök Louis Faber és Adolf Schleicher megalapította a Faber & Schleicher céget, mint a „Termelékeny Automatikus Litográfiai Gépekért Társaság”-ot Offenbach am Main-ban. Ez a város igen fontos szerepet töltött be a litográfia történetében, mivel Alois Senefelder is itt építette meg az első litográfiai köves nyomógépét az André zenekiadó vállalatnak. A Faber & Schleicher 1879-ben építette meg első litográfiai köves nyomógépét – az „Albatros”-t –, mely 600-700 ív/órás sebességre volt képes. A litográfiából, valamint a cink és egyéb fémlemezek nyomtatása során szerzett tapasztalat és tudás mellett az igazi áttörést a 20. század elején, az ofszetnyomtatás fejlődése hozta meg. A feltalálók – Ira Washington Rubel és Caspar Herrmann – átvették a fémnyomtatásból ismert, indirekt nyomtatás alapelvét, és 1904 és 1907 között kifejlesztették ezt az új technológiát. Faber & Schleicher ofszetnyomtatás felé irányuló specializációja 1911-ben kezdődött a Roland modellel, a világ első íves ofszetnyomó gépével, mely aranyérmet nyert a Turinban megrendezett Világkiállításon.
A Roland nevet azért választották, mert angol nyelvterületen a „Faber & Schleicher" kiejtése nehézséget okozott volna.

### A manroland történelmi mérföldkövei
A manroland története visszanyúlik egészen a nyomdagépgyártás kezdetéig. A MAN Roland számára minden 1845-ben kezdődött az első automatikus magasnyomógéppel.
- 1845: Carl August Reichenbach a Augsburger Druckmaschinenbau-tól leszállította az első automatikus cilinderes nyomógépet Nikolaus Hartmann augsburgi nyomdaüzemébe.
- 1857: Létrejött az egyesült részvénytársaság, melyet Maschinenfabrik Augsburg névre kereszteltek.
- 1872: Felállítottak egy komplett újság nyomdát – gőzkazánnal és gőzgéppel.
- 1873: Az első „folyamatos papíradagolású nyomdagép” (pl. tekercsről) a bécsi világkiállításon mutatták be.
- 1889: Egy fúzió után megalakult a „Vereinigte Maschinenfabrik Augsburg und Maschinenbaugesellschaft Nürnberg A.G., Augsburg”, melyet 1908-ban átneveztek „Maschinenfabrik Augsburg-Nürnberg AG”-ra, röviden MAN AG-ra.
- 1911: Megépítették az első Roland, íves ofszetnyomó gépet.
- 1921: Kifejlesztették az első háromcilinderes, tekercses ofszetnyomó gép prototípusát a berlini formátumban.
- 1922: Bemutatták a Klein-Roland 00 egyszínes ofszetnyomó gépet, mely 5000 ív/órás sebességre volt képes.
- 1931: Kifejlesztették a 25 000 ív/órás sebességű 16 oldalas újságnyomó rotációs nyomdagépet.
- Második világháború
- 1951: Az első drupa nyomdaipari szakkiállításon bemutattak egy négyszínes íves ofszetnyomó gépet, az Ultrát.
- 1960: A német napilapok teljes mennyiségének háromnegyede augsburgi nyomdagépeken készült.
- 1972: Bemutatkozott a ROLAND 800, az első olyan íves ofszetnyomó gép, mely beépített festékszabályzó rendszerrel rendelkezett. A nyomtatási sebessége ennek köszönhetően elérte a 10 000 ív/órát.
- 1974: A legnagyobb európai rotációs ofszetnyomó gép Augsburgban épült: egy 17 pályás COLORMAN, 62 db nyomóművel.
- 1979: Megalakult a MAN Roland Druckmaschinen AG (Offenbach/Main). Ez a cég a „Roland Offset- und Maschinenfabrik Faber und Schleicher” és az „Augsburger M.A.N.-Druck- and Maschinenbau” cégek egyesülésével jött létre.
- 1986: Bemutatták a LITHOMAN tekercs ofszetnyomó gépet, mely már elektronikus kezelőpulttal rendelkezett és a sebessége 60 000 fordulat/óra volt.
- 1987: A MAVO volt az első Motorola 6800 chip-pel rendelkező távvezérelhető nyomdagép, mely az USA-ban Asheville NC-ben mutatták be. Az új technológiát és az augsburgi hard- és szoftver részlegek műveit, Zravko Krovinovic és csapata segítette életre. A Colorman 75-öt 2008-ban tovább fejlesztették.
- 1990: Bemutatkozott a PECOM kezelőpult technológia. Ezzel, és egy új automatizálási koncepcióval együtt lehetővé vált a B1-es formátumú ROLAND 700 nyomógéppel a 15 000 ív/óra sebesség elérése.
- 1990: Németország újraegyesítését követően a MAN Roland átvette a Planeta irányítását, mely a korábbi szovjet blokk legnagyobb ofszetnyomógép-gyára volt.
- 1995: A drupa-án bemutatták a magazin nyomtatásra alkalmas új LIHOMAN gépkoncepciót, mely egy sereg kiegészítő komponenssel egy minden igényt kielégítő multifunkciós termelőberendezés lett. Már az első intranetes hibakereső rendszerek is igen nagy költségmegtakarítást tettek lehetővé az ügyfeleknek.

Ugyanezen a drupa-án Düsseldorfban debütált a ROLAND 900 nagy formátumú íves ofszetnyomó gép.
- A nyomdaipar világméretű recessziója közben, a MAN Roland is komoly krízist szenvedett el 2001 és 2004 között.
- Az átfogó struktúra átalakítás következtében a cég 2005-ben ismét nyereséges lett.
- 2006 januárjában a MAN eladta leányvállalata, a MAN Roland Druckmaschinen AG részvényeinek legnagyobb részét a pénzügyi befektető, Allianz Capital Partners GmbH (ACP) – Allianz Private Equity cégnek, mely az Allianz AG leányvállalata. A részvények jelenleg egy befektető cég kezében vannak, melyben 35% a MAN, 65% az ACP tulajdonát képezi. A befektető cég a részvényekkel együtt átvette a teljes felügyeletet az üzletmenet és minden leányvállalat felett, azok minden tartozásával együtt. Célkitűzése, hogy tovább fejlessze a világ második legnagyobb nyomdagép gyártóját, és azt néhány éven belül bevezesse a tőzsdére. A cég jó lehetőségnek látja ezt arra, hogy tovább növelje a nyomdai technológiában meglévő vezető szerepét.
- 2006. október: Új technológiát mutattak be Mainzban, Johannes Gutenberg szülővárosában – a DirectDrive. A direkt meghajtású lemezhengerek lehetővé teszik a készreállási idő 60%-os csökkentését.
- 2008. május: a MAN Roland Druckmaschinen AG, manroland AG lett. Az új logót 2008 május 28-án mutatta be a cég a drupa sajtókonferenciáján, Düsseldorf-ban.
- 2009. június: Az amerikai gazdaság zuhanása miatt, a manroland USA határozott létszámcsökkentésre kényszerült, azonban néhány megrendelés azt mutatta, hogy a nyomdagépek „Porschejának", a kíméletlen piac ellenére is megmaradtak a követői.
- 2010: A manroland követi a nyomdagépek vízióját, amelyek egyetlen gombnyomásra – érintés nélkül – lehetővé teszik a legmagasabb fokon automatizált ofszetnyomtatást. Ennek alapján 2010-ben bevezetésre került az autoprint. A manroland ezt a koncepciót ülteti át a rotációs és az íves ofszetnyomtatásba. Az autoprint lehetővé teszi több nyomtatási megbízás rövidebb időn belüli teljesítését, valamint egy intelligens vezérlőrendszer révén a rendelések gyors cseréjét. Az autoprint automatizált munkafolyamatokkal növeli a termelési hatékonyságot. 2010 óta a manroland forgalmazza az Océ injekt nyomtatórendszereit is. Ugyanezen évben értékesítették az első 96 oldalas LITHOMAN tekercses nyomdagépet is.
- 2011: A manroland 2011 óta a manroland ipari szervizzel együtt, magasan képzett műszaki gárdával, személyi szolgáltatásokat nyújt.

## Termékek
- A cég termékskálája magába foglalja a kis, közepes és nagy formátumú íves ofszetnyomó gépeket.
- A legújabb, 36/52 (00) B3 formátumú nyomdagépet a 2008-as drupán (düsseldorfi szakkiállításon) mutatták be.
- Újság- és magazinnyomó tekercses ofszetnyomó gép
- Printvalue: szerviz, nyomdaipari segédanyagok és tanácsadás

## Külső hivatkozások
- manroland Magyarország
- manroland press database – a detailed overview of all MAN Roland (manroland) presses since 1900 provided by Drupama
- A manroland AG története
- PrintCity

1. ↑  ROR Data. ROR release v1.19 , 2023. február 16. DOI:10.5281/ZENODO.7644942.